# Miller Peak, Västantarktis
Miller Peak är en bergstopp i Antarktis. Den ligger i Västantarktis. Chile gör anspråk på området. Toppen på Miller Peak är 1 312 meter över havet.
Terrängen runt Miller Peak är varierad. Trakten är obefolkad. Det finns inga samhällen i närheten. 